# Řehlovice
Řehlovice (Duits: Groß Tschochau) is een Tsjechische gemeente in de regio Ústí nad Labem, en maakt deel uit van het district Ústí nad Labem.
Řehlovice telt 1235 inwoners.
Dolní Zálezly ·
Habrovany ·
Homole u Panny ·
Chabařovice ·
Chlumec ·
Chuderov ·
Libouchec ·
Malé Březno ·
Malečov ·
Petrovice ·
Povrly ·
Přestanov ·
Ryjice ·
Řehlovice ·
Stebno ·
Tašov ·
Telnice ·
Tisá ·
Trmice ·
Ústí nad Labem ·
Velké Březno ·
Velké Chvojno ·
Zubrnice